# To the Struggle Against World Terrorism
To the Struggle Against World Terrorism (littéralement « Pour le combat contre le terrorisme mondial » ou « À la lutte contre le terrorisme mondial »), également connue sous les noms Tear of Grief ("Larme de chagrin") et Tear Drop Memorial ("Mémorial de larme"), est une sculpture de 100 pieds de haut (33 mètres) réalisée par Zourab Tsereteli. Elle a été offerte aux États-Unis par le gouvernement russe en mémoire des victimes des attentats du 11 septembre 2001 et du 26 février 1993. La statue est érigée à Bayonne (New Jersey). Elle est inaugurée le 11 septembre 2006 lors d'une cérémonie à laquelle ont participé l'ancien président Bill Clinton et le président russe Vladimir Poutine,.

## Design
L’œuvre a la forme d'une tour d'acier plaquée en bronze dont la hauteur équivaut à une dizaine d'étages. La tour possède une fente verticale en son centre dans laquelle est située une larme en acier inoxydable d'une hauteur de 40 pieds (12,2 mètres) et d'une masse d'environ 4 tonnes,,.
La base du monument possède onze côtés sur lesquels sont disposées des plaques en granite où sont gravés les noms des victimes des attentats.
Tsereteli n'a pas dévoilé le coût de l’œuvre. Il affirme seulement avoir payé le travail et le matériel. Elle est estimée à environ 12 millions de dollars. Il a cependant déclaré que les métaux utilisés pour l'édification de l'œuvre proviennent de Dzerjinsk en Russie.
L’œuvre a tout d'abord été donnée aux dirigeants de Jersey City, qui l'ont refusée après l'avoir vue.

## Réactions
Le monument a recueilli plusieurs commentaires. La statue a été jugée comme l'une des plus laides du monde (The World’s Ugliest Statues) par le magazine Foreign Policy alors que le New Yorker l'a comparé à un « biscuit de thé géant ». Quelques réactions du public semblent démontrer une certaine appréciation. De même le site touristique TripAdvisor semble montrer une bonne appréciation du public.
En septembre 2011, une section en acier de quatre pieds récupérée du World Trade Center a été placée à côté de la sculpture.